# Metalcore
Il metalcore è un genere musicale consistente nella fusione fra hardcore punk (variante newyorkese) e vari stili di metal estremo, in particolare il thrash metal e il groove metal. Seppur le origini di questo stile risalgano alla fine degli anni ottanta, il metalcore rientra in parte nella cosiddetta New wave of American heavy metal, termine coniato da alcuni critici per intendere una determinata scena metal nordamericana originatasi recentemente sul finire degli anni novanta. È uno dei generi metal più popolari e in virtù di questa maggiore commercializzazione viene spesso criticato dalla scena heavy metal underground.

## Storia

### Le origini e lo sviluppo
I precursori del genere comparvero già attorno alla metà degli anni ottanta, quando gruppi come Agnostic Front e Suicidal Tendencies contribuirono a porre le basi per il genere fondendo hardcore punk e speed/thrash metal in uno stile noto come punk metal.
Attorno al 1989 venne a formarsi una nuova ondata di gruppi hardcore punk: tra queste si distinsero Integrity, Biohazard, Earth Crisis, Converge, Shai Hulud, Starkweather, Judge, Strife, Rorschach, Vision of Disorder e Hatebreed. Gli Integrity erano influenzati principalmente dal gruppo hardcore giapponese GISM e dal thrash metal degli Slayer, oltre che, in minor misura, da Septic Death, Samhain, Motörhead e Joy Division. Inoltre gli stessi Earth Crisis, assieme a Converge e Hatebreed, erano influenzati dal death metal.
Tra i vari dischi pubblicati in quegli anni i più influenti furono Hearts Once Nourished with Hope and Compassion degli Shai Hulud e Destroy the Machines degli Earth Crisis. Il primo si rivelò infatti fondamentale per la successiva accettazione del genere da parte del mainstream, mentre il secondo ottenne buoni riscontri di pubblico e vendite grazie ai testi delle canzoni. Talvolta, questa prima fase di sviluppo del metalcore è anche definita metallic hardcore.

### Il successo commerciale e mediatico
Nella seconda metà degli anni novanta ebbe origine una seconda ondata di gruppi metalcore, caratterizzata da una maggiore presenza della melodia. Tra i primi complessi che coniugarono il primo metalcore ad elementi melodici figuravano Killswitch Engage, All That Remains, Shadows Fall, Unearth, Bullet for My Valentine, Maximum the Hormone, Zao, Trivium, Avenged Sevenfold, Bleeding Through e Atreyu. Alcune di queste band erano particolarmente influenzate dallo stile dei gruppi melodic death metal svedesi come In Flames, Dark Tranquillity e At the Gates.
Questo nuovo stile di metalcore era frequentemente caratterizzato dall'utilizzo della voce pulita e del palm mute. Un'altra influenza sul metalcore odierno è probabilmente il metal degli anni ottanta, e in particolare il glam metal per gruppi come gli Shadows Fall, tanto che secondo alcuni i gruppi di metalcore hanno adottato molti cliché del metal degli anni ottanta, come l'amplio uso di macchine del fumo durante i concerti, assoli frenetici e l'utilizzo di tre grancasse nelle batterie.
Dalla seconda metà degli anni duemila il metalcore cominciò a ottenere un discreto successo commerciale, e molte etichette indipendenti come la Century Media e la Metal Blade riuscirono ad assicurarsi dei contratti con i complessi più importanti. Già attorno al 2004 il melodic metalcore, profondamente influenzato dal melodic death metal di matrice svedese, aveva acquisito una discreta notorietà grazie principalmente a The End of Heartache dei Killswitch Engage e a The War Within degli Shadows Fall, che debuttarono rispettivamente al numero 21 e 20 della Billboard 200. Nel 2006 il quinto lavoro degli Underoath, Define the Great Line, raggiunse la seconda posizione della Billboard 200, vendendo 98 000 copie nella prima settimana. Nel 2008 il singolo degli All That Remains Two Weeks raggiunse la posizione numero 9 nella classifica statunitense Mainstream Rock Tracks. In quello stesso anno il secondo album dei gallesi Bullet for My Valentine, Scream Aim Fire, debuttò al numero 4 della Billboard 200, mentre il successivo Fever si piazzò al numero 3. Nel 2009 ottennero un rilevante successo anche i The Devil Wears Prada, grazie al terzo album With Roots Above and Branches Below che scalò la Billboard 200 fino alla posizione numero 11. In quello stesso periodo anche vari altri complessi, tra cui Trivium, Hatebreed, God Forbid e As I Lay Dying sono stati costantemente presenti nelle classifiche statunitensi. Da allora il successo del genere è cresciuto sempre di più, tanto che molti album hanno ricevuto il disco d'oro o di platino.

## Caratteristiche
Il metalcore è generalmente caratterizzato da una struttura lineare che vede strofe aggressive e ritornelli più melodici, e soprattutto i cosiddetti breakdown, parte vitale del genere. I testi variano da temi politici ad altri più personali e, mentre le parti vocali sono eseguite perlopiù in scream e growl, è usata la voce melodica per il ritornello o il bridge. Esistono anche formazioni metalcore rese celebri dall'introduzione di strofe rap in alcune canzoni.

## Ideologie
Emergendo in parte dalla scena hardcore youth crew, molti gruppi metalcore hanno aderito allo stile di vita straight edge, che prevede l'astensione da fumo, droga, alcool e sesso occasionale. Inoltre vari gruppi del metalcore più recente si dichiarano cristiani; fra questi ci sono Zao, As I Lay Dying, Underoath, Norma Jean, The Devil Wears Prada, August Burns Red, For Today e Becoming the Archetype.

## Sottogeneri

### Mathcore
Sottogenere più particolare, vario, e senza canoni fissi.

### Deathcore
Genere di metalcore influenzato dal death metal.

### Melodic metalcore
Genere di metalcore influenzato dal melodic death metal.

### Electronicore
Sottogenere nato tra la fine degli anni 2000 e gli anni 2010 dalla tendenza di alcuni gruppi a fondere elementi del genere con altri di EDM, principalmente trance e drum and bass.

### Progressive metalcore
Frutto della commistione degli elementi tipici del metalcore con quelli del progressive metal, è caratterizzato da un'elevata tecnica nei riff, da cambi di tempo ed effetti sonori ambient, mentre i breakdown sono spesso influenzati dal djent.

### Post-metalcore
Sviluppatosi parallelamente al progressive metalcore, unisce il metalcore a sonorità post-rock e post-metal e occasionalmente sludge metal, con un'enfasi particolare sui suoni atmosferici e ambientali, riprodotti con tastiere e sintetizzatori. Uno dei primi album di successo rappresentativo del genere, rimasto per lo più underground nel corso degli anni 2000, è stato Time Will Die and Love Will Bury It dei Rolo Tomassi. A seguire hanno ottenuto notevole successo commerciale e di critica i britannici Architects e successivamente i canadesi Spiritbox. Gli Architects, in particolare, sono considerati gli «alfieri» del sottogenere.